# Episodi di Lobo (prima stagione)
La prima stagione della serie televisiva Lobo è stata trasmessa in anteprima negli Stati Uniti d'America dalla NBC tra il 18 settembre 1979 e il 6 maggio 1980.
| nº | Titolo originale                                 | Titolo italiano     | Prima TV USA      | Prima TV Italia |
| -- | ------------------------------------------------ | ------------------- | ----------------- | --------------- |
| 1  | The Day That Shark Ate Lobo                      |                     | 18 settembre 1979 |                 |
| 2  | Dean Martin and the Moonshiners                  |                     | 25 settembre 1979 |                 |
| 3  | Panhandle Pussycats Come to Orly                 |                     | 2 ottobre 1979    |                 |
| 4  | Disco Fever Comes to Orly                        |                     | 16 ottobre 1979   |                 |
| 5  | The Mob Comes to Orly                            |                     | 23 ottobre 1979   |                 |
| 6  | Run for the Money (Part 2)                       |                     | 6 novembre 1979   |                 |
| 7  | Run for the Money (Part 3)                       |                     | 13 novembre 1979  |                 |
| 8  | Buttercup, Birdie, and Buried Bucks              |                     | 27 novembre 1979  |                 |
| 9  | The Senator Votes Absentee                       |                     | 4 dicembre 1979   |                 |
| 10 | The Boom Boom Lady                               |                     | 11 dicembre 1979  |                 |
| 11 | First to Finish, Last to Show                    |                     | 8 gennaio 1980    |                 |
| 12 | Hail! Hail! The Gang's All Here                  |                     | 15 gennaio 1980   |                 |
| 13 | The Luck of the Irish                            |                     | 22 gennaio 1980   |                 |
| 14 | Double Take, Double Take                         |                     | 29 gennaio 1980   |                 |
| 15 | Police Escort                                    |                     | 5 febbraio 1980   |                 |
| 16 | Who's the Sexiest Girl in the World              |                     | 19 febbraio 1980  |                 |
| 17 | The Martians Are Coming, the Martians Are Coming | Arrivano i marziani | 20 febbraio 1980  |                 |
| 18 | Treasure of Nature Beach                         |                     | 5 marzo 1980      |                 |
| 19 | Perkins Bombs Out                                |                     | 10 marzo 1980     |                 |
| 20 | Birdie's Hot Wheels                              |                     | 11 marzo 1980     |                 |
| 21 | The Haunting of Orly Manor                       |                     | 18 marzo 1980     |                 |
| 22 | Mystery on the Orly Express                      |                     | 25 marzo 1980     |                 |
| 23 | Orly's Hot Skates                                |                     | 6 maggio 1980     |                 |